# Vasiljevići (Ivanjica)
Vasiljevići (Servisch cyrillisch Васиљевићи) is een plaats in de Servische gemeente Ivanjica. De plaats telde in 2002 64 inwoners, maar de bevolking krimpt al decennia gestaag.